# Filaclusz (patriarcha Antiochii)
Filaclusz – mianowany przez arian patriarcha Antiochii; sprawował urząd w latach 334–342.